# Dan Bricklin

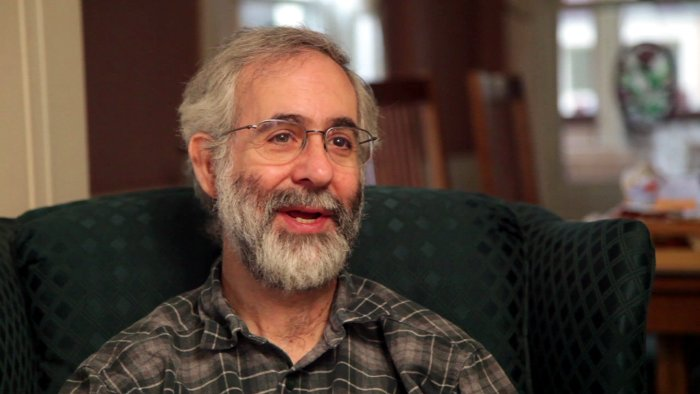
Dan Bricklin

Daniel S. Bricklin (* 15. Juli 1951 in Philadelphia, Pennsylvania, USA) entwickelte 1979 zusammen mit Bob Frankston die erste Software zur Tabellenkalkulation. Visicalc lief auf Apple-II-Computern und trug maßgeblich zu deren Erfolg bei.

## Leben
Daniel Bricklin sammelte bereits während seiner Schulzeit in der Akiba Hebrew Academy erste Erfahrungen mit dem Programmieren. Im Jahre 1973 machte er zunächst seinen Bachelor am MIT, eine der führenden Universitäten im technischen Bereich. Dort lernte er Bob Frankston kennen. Nach dem Studium arbeitete er bei DEC unter anderem am Textverarbeitungsprogramm WPS-8, das als eines der ersten dieser Art für eine PDP-8 entwickelt wurde. An der Harvard Business School machte er 1979 seinen MBA. Er hatte dort die Idee für ein Tabellenkalkulationsprogramm. Zusammen mit Frankston entwickelte er ein Programm, das er später Visicalc nannte. Zusammen gründeten sie nach dem Studium die Firma Software Arts. Für Visicalc bekam Dan Bricklin 1981 den Grace Murray Hopper Award. Bricklin stieg 1985 aus der Firma aus und gründete Software Garden. Dort entwickelte er ein Programm für das Prototyping und das Simulieren von Software. Mit diesem gewann er 1986 den Software Publishers Association Award für das beste Programmierwerkzeug und 1987 gleich nochmal für eine neue Version des Programms. Auch das Programm PageGarden für Laserdrucker stammt von ihm.
Im Jahre 1990 gründete er zusammen mit anderen die Softwarefirma Slate Corporation. Sie beschäftigten sich hauptsächlich mit Software für Tablet-PCs, mussten die Firma aber nach vier Jahren schließen, weil das Geschäft nicht lief. Bricklin ging zurück zu Software Garden und entwickelte dort den OverAll Viewer, ein Produkt um Daten grafisch darzustellen und ein Programm um Software auf Microsoft Windows zu demonstrieren. 1995 gründete er eine neue Firma: die Trellix Corporation. Diese beschäftigte sich mit Webseitenerstellungs-Technologien und dem Hosten von Webseiten. Ein bekanntes Produkt ist Trellix Web, das auf ungefähr 35 Millionen Geräten eingesetzt wurde. Die Firma wurde von Interland, Inc. (heute Web.com), einem großen Anbieter von Hostinglösungen, aufgekauft.
Bricklin soll außerdem den Ausdruck Friend-to-Friend networking für eine Art anonymes P2P-Netz geprägt haben und hat 2003 als Anführer von Technologieumschwüngen den Wharton Infosys Business Transformation Award erhalten.
Aktuell arbeitet Dan Bricklin an einem Webprogramm namens wikiCalc, das es ermöglicht, Tabellenkalkulation über eine wikiähnliche Schnittstelle im Netz zu betreiben. Im Januar 2007 wurde die Version 1.0 veröffentlicht.
Im Januar 2017 wurde ein Vortrag von Bricklin über die Entstehungsgeschichte von Visicalc auf TED veröffentlicht.